# Heliocopris solitarius
Heliocopris solitarius là một loài bọ cánh cứng trong họ Bọ hung (Scarabaeidae).